# Tour de France de 1985
O Tour de France 1985 foi a º 1985.

## Resultados

### Classificação geral
| Pos | Nome            | País           | Equipa           | Tempo        |
| --- | --------------- | -------------- | ---------------- | ------------ |
| 1   | Bernard Hinault | França         | La Vie Claire    | 113h 24' 23" |
| 2   | Greg LeMond     | Estados Unidos | La Vie Claire    | 1' 42"       |
| 3   | Stephen Roche   | Irlanda        |                  | 4' 29"       |
| 4   | Sean Kelly      | Irlanda        |                  | 6' 26"       |
| 5   | Phil Anderson   | Austrália      |                  | 7' 44"       |
| 6   | Pedro Delgado   | Espanha        |                  | 11' 53"      |
| 7   | Luis Herrera    | Colômbia       |                  | 12' 53"      |
| 8   | Fabio Parra     | Colômbia       | Cafe de Colombia | 13' 35"      |
| 9   | Eduardo Chozas  | Espanha        |                  | 13' 56"      |
| 10  | Steve Bauer     | Canadá         | La Vie Claire    | 14' 57"      |